# Chiesa di San Bernardo (Cenate Sotto)
La chiesa di San Bernardo è un luogo di culto cattolico nella contrada Brugaletti di Cenate Sotto, in provincia e diocesi di Bergamo. Fa parte del vicariato di Trescore Balneario.

## Storia
La chiesa fu costruita alla fine del Cinquecento dopo che il concilio tridentino aveva riportato le comunità religiose a maggior rigore e semplicità e la dedicazione al santo monaco di Chiaravalle, nasce proprio dalla scelta dagli abitanti il territorio che preferirono il santo monaco di Chiaravalle per la sua vita monacale a protezione della contrada. Fu edificata alla fine del Cinquecento come indicherebbero i vari lasciti testamentari, in particolare quello del 1609 che cita proprio l'edificazione della chiesa, già indicata nel maggio del 1599 nella visita pastorale del vescovo di Bergamo Giovanni Battista Milani, quando risultano sulla frazione la Chiesa dei Santi Nazario e Celso e la chiesa di Sant'Ambrogio. La chiesa viene quindi citata nella visita pastorale del 21 giugno 1614 del vescovo Giovanni Emo. Il documento dichiara che la chiesa fosse aperta e un poco trascurata quindi inadeguata, ma che era oggetto di molta devozione dagli abitanti la località. Rivisitata nel decennio successivo dal vescovo Federico Cornaro risulta essere molto piccola, ma importante per la devozione popolare del territorio.
La particolarità di Cenate Sotto è che la località festeggia sia san Bernardo di Chiaravalle sia da Mentone, infatti la località festeggia il 20 agosto la festa patronale, giorno dedicato al santo cistercense Bernardo di Mentone, portando ad avere la chiesa, alcune raffigurazioni che presentano elementi iconografici di entrambi i santi. Nella seconda metà del Seicento fu richiesta l'aggiunta di un porticato che doveva collegare la casa del canonico con la chiesa coprendo così la strada. Questo porticato che pare non fosse mai stato realizzato.
La visita pastorale del vescovo Gregorio Barbarigo impose la riparazione del tetto e successivamente il vescovo Daniele Giustiniani nel 1667 obbligò la cura della chiesa, per la quale furono nominati due persone responsabili direttamente dal parroco.
Nel 1767 l'edificio fu completamente rinnovato sia nel suo aspetto architettonico, che negli arredi d'arte che in quelli necessari alle celebrazioni liturgiche. Le relazioni delle diverse visite pastorali avevano indicato che il piccolo oratorio necessitava di cure e di aiuto e grazie al lascito testamentario di tre prelati don Bartolomeo Mascheri, Cristoforo Parisi e Alessio Testa, fu possibile rivisitare la chiesa, rendendola di miglior aspetto. Nel 1760 la chiesa fu ampliata così da poter accogliere un numero maggiore di fedeli. Negli ultimi anni del Settecento furono realizzati nuovi decori. 
L'oratorio fu oggetto di restauro anche nell'Ottocento e nel Novecento, diventando anche i locali in prossimità anche un istituto scolastico delle suore del Bambin Gesù.

## Descrizione

### Esterno
il fronte principale della chiesa è rivolto a sud e segue l'andamento della strada. Vi si accede da una breve rampa di scala, poiché il piano dell'edificio è rialzato rispetto l'assetto stradale. La facciata seicentesca è molto semplice, intonacata e delimitata da due lesene. Nella parte inferiore il portale in marmo di Zandobbio facente parte della parte seicentesca dell'edificio, un'apertura rettangolare sulla parte superiore, e si conclude con l'affresco raffigurante l'Annunciazione di autore ignoto, a timpano triangolare. Il tetto a capanna corona la facciata.

### Interno
L'interno a pianta rettangolare e a unica navata, è diviso in tre parti da grandi archi retti da otto lesene che reggono la trabeazione e il cornicione in stucco non praticabile dove s'imposta la volta a botte con l'affresco raffigurante san Bernardo di Chiaravalle in gloria. La navata ospita due cappelle laterali inserite in nicchie stuccate, ognuna completa di due lesene. La zona presbiteriale è rialzata da due gradini in mamo di Zandobbio e presenta nell'arco trionfale la data 1797 e termina con coro dal catino absidato con l'affresco della Crocifissione.
L'altare è in marmo grigio.
La pala posta sul lato destro del presbiterio raffigurante la Madonna col Bambino tra i santi Domenico di Guzman e Caterina di Siena è d'autore ignoto settecentesco. Corrispondente la parete sinistra ospita il dipinto della Sacra Famiglia anche questo di autore ignoto, ma opera del Novecento. 